# Carl Gottschalck
Gotthelf Friedrich Carl Gottschalck (* 31. Oktober 1801 in Sondershausen; † 26. März 1868 ebenda) war ein Verwaltungsjurist und Politiker im Fürstentum Schwarzburg-Sondershausen.

## Leben
Carl Gottschalck war der jüngste Sohn aus der vierten Ehe des Regierungs- und Konsistorialrats Georg Karl Ludwig Gottschalck (* 22. Juni 1733, † 1. Oktober 1805) mit Johanne Marie Christiane geb. Giseke (* 11. Mai 1759, † 9. Oktober 1833), Tochter des Pfarrers und Dichters Nikolaus Dietrich Giseke. Sein älterer Bruder Adolph (1794–1855) wurde zum Juli 1850 Landrat des Bezirks Sondershausen. Der Halbbruder Kaspar Friedrich (1752–1854) aus der zweiten Ehe des Vaters war der Autor der Familienchronik.
Gottschalck heiratete am 29. Mai 1829 in Mühlhausen Caroline Friederike Reinhardt (* 29. Oktober 1809 in Mühlhausen; † 24. Juni 1896 in Sondershausen), Tochter des Stadt- und Kreis-Physikus Gottfried Ferdinand Reinhardt. Der Sohn Otto Friedrich (* 10. Oktober 1830, † 1. Februar 1897) war ihr einziges Kind; er heiratete am 12. September 1867 Friederike Thekla Hülsemann (* 23. April 1837, † 5. August 1905), Tochter des Sondershäuser Kreisgerichtsdirektors Wilhelm Fr. Jul. Hülsemann (1802–1883, ein Onkel von Wilhelm und Julius Hülsemann).
Gottschalck besuchte von 1812 bis 1816 die Unterrichtsanstalt, die sein Onkel Otto Giseke neben seiner Pfarrei in Ebeleben betrieb, und dann von 1816 bis 1820 Schulpforta, wo er das Abitur ablegte. Er studierte von 1820 bis 1821 Medizin in Würzburg und von 1821 bis 1823 in Leipzig. Danach studierte er von 1823 bis 1824 Philosophie und Geschichte in Berlin und von 1824 bis 1825 Rechtswissenschaft in Jena.
Zum Dezember 1825 wurde er Juris practicus und drei Monate später Regierungsadvokat in Sondershausen. Im April 1827 wurde er Aktuar am Justizamt Sondershausen und im Juni 1829 Amtsassessor. Im Januar 1830 wurde er Aktuar beim Justizamt in Clingen und Justitiar über Großenehrich. Im September 1837 wurde er Stadtsyndikus in Greußen; im März darauf ging er als Amtmann an das Justizamt in Gehren.
Zum 1. April 1847 wurde er zum Landeshauptmann des Oberherrschaftlichen Landesteils in Arnstadt ernannt. Bei dem Aufruhr am 26. März 1848 in Arnstadt erlitt er wie etliche andere Regierungsvertreter einen kleinen Schaden, aber weit weniger als sein Neffe, der Baumeister Hermann Theodor Gottschalck. Ab 1. Juli 1850 war er Landrat des Bezirks Ebeleben. Ab dem 1. April 1856 wirkte er als Regierungsrat und vortragender Rat im Ministerium in Sondershausen.
Politisch war er – zusammen mit den Landräten Eduard Huschke (Greußen) und Gustav Keyser (Gehren) und dessen Bruder, dem Justizamtmann Günther Keyser – ein Gegner des Märzministeriums unter Friedrich Chop und Parteigänger von Albert von Holleuffer. Vom 29. Dezember 1851 bis zum 23. Mai 1853 und vom 28. November 1853 bis zum 31. Dezember 1855 war er Abgeordneter im Landtag des Fürstentums Schwarzburg-Sondershausen. Vom 28. November 1853 bis zum 21. Dezember 1855 war er dort Parlamentspräsident.

## Auszeichnungen
- Rat (1837)[22]
- Justizrat (1838)[23]
- Landesjustizrat (1846)[24]
- Oberregierungsrat (1867)[25]
- Schwarzburgisches Ehrenkreuz III. Klasse (1861), II. Klasse (1867)[26]

## Nachweise
1. ↑  Todes- und Dankesanzeige in Der Deutsche. Sondershäuser Zeitung 1868 Nr. 38 und 39.
2. ↑  Todesanzeige in Regierungs- und Intelligenz-Blatt vom 13. Oktober 1833, S. 330.
3. ↑  Todesanzeige in Der Deutsche. Zeitung für Thüringen und den Harz 1896 Nr. 148.
4. ↑  Heiratsanzeige und Kirchenamtsangabe in Regierungs- und Intelligenz-Blatt vom 7. und 14. Juni 1829, S. 178 bzw. 188f.
5. ↑  Geburtsanzeige in Regierungs- und Intelligenz-Blatt vom 17. Oktober 1830, S. 260.
6. ↑  Todesanzeige in Der Deutsche. Zeitung für Thüringen und den Harz 1897 Nr. 27.
7. ↑  Geburtsangabe in Privilegirtes Arnstädtisches Regierungs- und Intelligenz-Blatt vom 23. September 1837, S. 174.
8. ↑  Todesanzeige und Standesamtsangabe in Der Deutsche. Zeitung für Thüringen und den Harz 1905, Nr. 182 und 223.
9. ↑  Heiratsanzeige und Standesamtsangabe in Der Deutsche. Sondershäuser Zeitung vom 14. September 1867, S. 878.
10. ↑  Nachrichten von der Familie Giseke von Günther Giseke. 1843, S. 21.
11. ↑  eingeschrieben am 17. Mai 1824 (Matrikel der Universität Jena 1801‒1854, S. 164).
12. ↑  Regierungs- und Intelligenz-Blatt vom 3. Dezember 1825, S. 377, und vom 11. Februar 1826, S. 49.
13. ↑  Regierungs- und Intelligenz-Blatt vom 1. April 1827, S. 105.
14. ↑  Regierungs- und Intelligenz-Blatt vom 14. Juni 1829, S. 185.
15. ↑  Regierungs- und Intelligenz-Blatt vom 31. Januar 1830, S. 33.
16. ↑  Fürstlich Schwarzb. Regierungs- und Intelligenz-Blatt vom 17. September 1837, S. 313.
17. ↑  Ernennung in Fürstlich Schwarzb. Regierungs- und Intelligenz-Blatt vom 3. Februar 1838, S. 35; Abschiedsgruß S. 91.
18. ↑  Fürstlich Schwarzb. Regierungs- und Intelligenz-Blatt vom 16. Januar 1847, S. 18.
19. ↑  Meinhardt S. 104 und 106 (Carl); S. 105 (H. Theodor).
20. ↑  Fürstlich Schwarzb. Regierungs- und Intelligenz-Blatt vom 22. Juni 1850, S. 260. Nachruf aus Arnstadt und Gottschalcks Abschiedsgruß in Privilegirtes Arnstädtisches Regierungs- und Intelligenz-Blatt vom 29. Juni 1850, S. 213f.; Dank der Ortsvorstände im Blatt vom 6. Juli, S. 226.
21. ↑  Fürstlich Schwarzb. Regierungs- und Intelligenz-Blatt vom 22. März 1856, S. 123.
22. ↑  Fürstlich Schwarzb. Regierungs- und Intelligenz-Blatt vom 24. September 1837, S. 322.
23. ↑  Privilegirtes Arnstädtisches Regierungs- und Intelligenz-Blatt vom 1. September 1838, S. 171.
24. ↑  Fürstlich Schwarzb. Regierungs- und Intelligenz-Blatt vom 19. September 1846, S. 317.
25. ↑  Der Deutsche. Sondershäuser Zeitung 1867 Nr. 116.
26. ↑  Der Deutsche. Sondershäuser Zeitung 1861 Nr. 95 und 1867 Nr. 95.

| Personendaten    | Personendaten                             |
| ---------------- | ----------------------------------------- |
| NAME             | Gottschalck, Carl                         |
| ALTERNATIVNAMEN  | Gottschalck, Gotthelf Friedrich Carl      |
| KURZBESCHREIBUNG | deutscher Verwaltungsjurist und Politiker |
| GEBURTSDATUM     | 31. Oktober 1801                          |
| GEBURTSORT       | Sondershausen                             |
| STERBEDATUM      | 26. März 1868                             |
| STERBEORT        | Sondershausen                             |